# Турнаджызаде Силахдар Али-паша
Турнаджызаде Силахдар Али-паша (тур. Turnacızade Silahdar Ali Paşa; ум. 1829) — великий визирь Османской империи с 30 марта 1823 по 13 декабря 1823.

## Биография
Получил образование в Эндеруне. После учёбы ему была поручена должность мастера по марлевому дереву. Силахдар Али-паша был назначен силахдаром (оружейником) в 1814 году и оставался на этом посту семь лет.
В 1818 году он был уволен с этой должности и какое-то время жил в доме на побережье Ортакёй с доходом в 3000 акче, доставшимся в наследство от отца и с доходом в 100 тысяч курушей.
30 марта 1823 года был назначен на должность великого визиря, но был от неё отстранён 13 декабря того же года по причине недееспособности. После увольнения стал губернатором Коньи, но в 1828 году был освобождён и стал стражем пролива Дарданеллы, после чего внезапно умер в 1829 году в городе Чанаккале.